# 大久保裕晴
大久保 裕晴（おおくぼ ひろはる、1952年11月3日 - ）は、日本の金融官僚。日本銀行神戸支店支店長、神戸大学大学院経済学研究科教授、池田泉州銀行顧問、トーホー取締役、大阪経済大学客員教授、播州信用金庫常勤監事、神戸やまぶき財団理事などを歴任。兵庫県出身。

## 略歴
- 1952年 兵庫県生まれ
- 1971年 兵庫県立神戸高等学校卒業(神高23回生)
- 1975年 一橋大学経済学部卒業
- 1975年4月 日本銀行入行
- 1984年4月 日本銀行ロンドン駐在参事付きパリ駐在
- 1988年5月 日本銀行調査統計局調査役
- 1995年5月 日本銀行人事局総務課長
- 1997年5月日本銀行考査役
- 1997年11月 日本銀行函館支店支店長就任
- 1999年4月 日本銀行人事局参事役
- 2001年4月 日本銀行神戸支店支店長就任
- 2004年4月 神戸大学大学院経済学研究所教授
- 2007年4月 株式会社池田泉州銀行顧問就任、株式会社自然総研代表取締役社長就任
- 2013年4月 トーホー取締役就任
- 2014年4月 大阪経済大学経済学部非常勤講師就任
- 2015年6月 AREホールディングス株式会社社外取締役(監査等委員)就任
- 2015年6月 三ツ星ベルト株式会社社外監査役